# Skaraborg

Skaraborgs valkrets, eller formellt Västra Götalands läns östra valkrets efter 1998, i blått på en karta över valkretsar i Sverige.

Skaraborg var tidigare ett eget län (Skaraborgs län) i Sverige, men sedan 1998 är det den nordöstra delen av Västra Götalands län. Inom både statlig och regional förvaltning följer Skaraborg som förvaltningsnamn nu den länsindelning som gäller sedan 1998. Kommunerna Essunga, Falköping, Gullspång, Grästorp, Götene, Hjo, Karlsborg, Lidköping, Mariestad, Skara, Skövde, Tibro, Tidaholm, Töreboda och Vara utgör domkrets för Skaraborgs tingsrätt.
I det gamla Skaraborgs län som avvecklades 1997 ingick även kommunerna Habo och Mullsjö, men de ingår sedan 1998 i  Jönköpings län. Skaraborg har cirka 264 000 invånare.

Landskapsvapnet för Västergötland tjänade också som länsvapen för Skaraborgs län.

## Historia
Skaraborgs län bildades 1634 när den moderna länsförvaltningen infördes av Axel Oxenstierna, genom att den östra delen av ståthållardömet Västergötland fick bli ett eget län. I och med bildandet av Västra Götalands län 1998 beslutades att Skaraborg skulle infogas i det nya länet tillsammans med Älvsborgs samt Göteborgs och Bohus län. Kommunerna Habo och Mullsjö inkom dock med petitioner till  regeringen om att istället få tillhöra Jönköpings län, vilket beviljades.
Skaraborgs läns landsting inrättades 1863 och existerade fram till 1998. År 1999 inrättades Västra Götalandsregionen och landstinget i Skaraborg uppgick i detta med samma avgränsning som vid länsindelningen året före. Habo och Mullsjö uppgick istället i Landstinget i Jönköpings län.
Trots både länets och landstingets upphörande används Skaraborg fortfarande som förvaltningsnamn, men då synonymt med den östra delen av Västra Götaland. Genom sin tillhörighet till Jönköpings län ingår inte längre Habo och Mullsjö i denna definition, även om de tidigare utgjort delar av Skaraborgs län.

## Skaraborg i Västra Götalands län
Länsstyrelsen i Västra Götalands län har kontor i Mariestad och Skövde, vilka även var kansliorter för det avvecklade länsstyrelsen i Skaraborgs län. Vid riksdags- och landstingsval heter valkretsen för Skaraborg Västra Götalands läns östra valkrets. Endast tre län i landet har mer än en valkrets per län och i princip samtliga fall är relaterade till länssammanslagningar.
Även nya förvaltningsindelningar görs med den östra delen av Västra Götaland som grund. Ett exempel är Skaraborgs tingsrätt som inrättades 2009 genom en sammanslagning av de tre tidigare tingsrätterna i Mariestad, Lidköping och Skövde. Domsagan omfattar de femton Skaraborgskommunerna i den östra delen av Västra Götaland.
Försvarsmakten har staber, förband och skolor i Skövde garnison och Karlsborgs garnison, bland annat pansarregementet Skaraborgs regemente. Flygvapnet har en flottilj, Skaraborgs flygflottilj, i Såtenäs i Lidköpings kommun. Där flygs bland annat JAS 39 gripen och är bas för flygvapnets transportflyg med Herculesplan.

## Skaraborg i Västra Götalandsregionen
Sjukvård och primärvård i den östra regiondelen av Västra Götaland drivs som egna förvaltningar; Skaraborgs sjukhus och Primärvården Skaraborg. Genom Vårdsamverkan Skaraborg samverkar de olika landstingsstyrda vårdförvaltningarna inom regionen med de vårdverksamheter som kommunerna i Skaraborg ansvarar för. Liknande indelningar finns för andra verksamheter och Skaraborg utjorde bland annat ett affärsområde inom Västtrafik, vilket dock inte innefattade Grästorps kommun.

## Skaraborgs kommuner
Den östra delen av Västra Götaland består sedan 1998 av följande femton kommuner: Essunga, Falköping, Grästorp, Gullspång, Götene,  Hjo, Karlsborg, Lidköping, Mariestad, Skara, Skövde, Tibro, Tidaholm, Töreboda, Vara.
Dessa kommuner samverkar i Skaraborgs kommunalförbund. Samtliga medlemmar tillhörde det tidigare Skaraborgs län, men förbundet omfattar inte kommunerna Habo och Mullsjö, vilka istället tillhör Regionförbundet Jönköpings län. Det är genom kommunalförbundet som kommunerna samverkar med Västra Götalandsregionen rörande vårdfrågor i Vårdsamverkan Skaraborg.

## Lokala medier
Sveriges Radios lokalradio har kvar sin redaktion i Skövde och sänder fortfarande som P4 Skaraborg. TV4 har inrättat lokala nyhetssändningar och sänder TV4Nyheterna Skaraborg. Skaraborgsbygden är en tidning för hela Skaraborg och som utkommer en gång i veckan. Skaraborgs Allehanda, Skaraborgs Läns Tidning och Nya Lidköpings-Tidningen är tre lokala tidningar för Skaraborg, där den näst sista fortfarande refererar till den tidigare länsindelningen i sin titel. På senare år har även nya modernare medier fått genomslag i området. Ett par exempel är Skaraborgs Nyheter och Lidköpingsnytt.

## Lokalt näringsliv

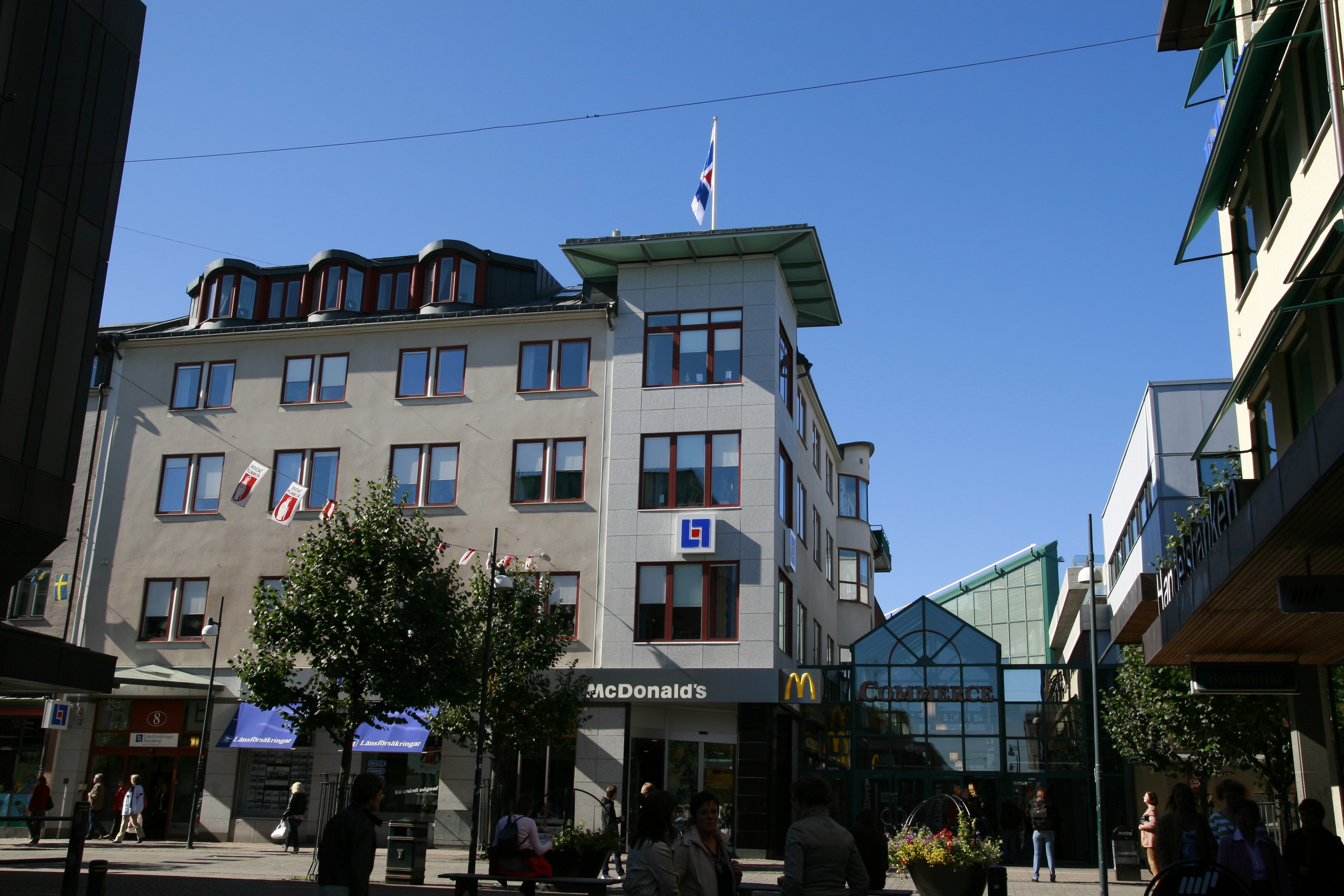
Länsförsäkringar Skaraborg i Skövde.

Sparbanken Skaraborg är en lokal affärsbank ägd av en sparbanksstiftelse, vilket är resultatet av att den tidigare Skaraborgs Läns Sparbank ombildades från sparbank till bankaktiebolag år 2000. I samband med ombildningen gav man upp det tidigare namnet som syftade på länet och använder nu endast namnet Skaraborg för att beskriva sitt verksamhetsområde. Även Danske Bank har antagit ett lokalt klingande marknadsföringsnamn Provinsbanken Skaraborg. Länsförsäkringar består av ett tjugotal oberoende lokala försäkringsbolag som samverkar, men förändringar i länsindelning har inte fått genomslag i affärsverksamheten. Länsförsäkringar Skaraborg har sitt huvudkontor i Skövde.